# Composietennysius
De composietennysius (Nysius graminicola) is een wants uit de onderfamilie Orsillinae en de familie van de bodemwantsen (Lygaeidae).

## Uiterlijk
Het is een geelachtig bruingrijze wants, die 3,6 – 5 mm lang is. Het tweede segment van de antenne is lichtbruin met een donkere ring bij de basis. Over de kop lopen twee zwarte strepen. Het hemi-elytrum (de deels verharde voorvleugel) is licht doorschijnend en het membraan (doorzichtig deel van de voorvleugel) is helder en meestal zonder tekening.
De soorten uit het geslacht Nysius zijn zeer moeilijk uit elkaar te houden. De composietennysius is vooral zeer vergelijkbaar met de kruiskruidnysius (Nysius senecionis ). De kruiskruidnysius heeft een korter 1e segment van de achterste tarsus, dat kleiner is dan de gezamenlijke lengte van de 2e en 3e segmenten (inclusief “klauwtjes”).

## Verspreiding en habitat
De soort komt in Europa vooral voor in het Middellandse Zeegebied en Zuidoost-Europa. Hij is verder verspreid in Noord-Afrika, Klein-Azië, Centraal-Azië en China. Ze komen voor in droge, warme, open gebieden met een zandbodem.

## Leefwijze
Deze wants leeft polyfaag op planten uit de composietenfamilie (Asteraceae). Bijvoorbeeld alsem (Artemisia), kamille (Matricaria), Chrysanthemum, Centaurie (Centaurea), Hoogstwaarschijnlijk overwinteren imago’s.